# Route nationale 574
Die N574 war von 1933 bis 1973 eine französische Nationalstraße, die zwischen Carpentras und Malaucène verlief. Sie verlief dabei über den Mont Ventoux, während die N538 den direkten Weg nahm. Ihre Länge betrug 57 Kilometer.